# Consell regional de Meguidó
El Consell Regional de Meguidó (en hebreu: מועצה אזורית מגידו) (transliterat: Moatza Azorit Meguido) és un consell regional que es troba en el nord d'Israel, i que inclou terres de l'altiplà de Menashe, i part de la Vall de Jizreel. El consell està delimitat per la ciutat de Yokneam I·lit al nord, i la serralada del Mont Carmel a l'est, i reuneix a unes 9.600 persones, repartides en 9 quibutsim i 4 moixavim que estan ubicats en el seu territori municipal. El consell porta el nom de l'antiga ciutat de Meguidó, amb les restes d'aquesta vila que es troba a la rodalia del quibuts Meguidó, en el territori del consell. El cap del consell regional és Hanan Erez, un membre del quibuts Hazorea que va ser escollit pel càrrec en 2004.

## Llista d'assentaments

### Quibutsim
- Dalia
- Ein HaShofet
- Gal'ed
- Givat Oz
- Hazorea
- Megiddo
- Mishmar Haemek
- Ramat HaShofet
- Ramot Menashe

### Moixavim
- Eliakim
- Midrakh Oz
- Yokneam

### Assentament
- Ein HaEmek